# Trichonephila edulis
Trichonephila edulis — вид павуків із родини павуків-шовкопрядів (Nephilidae).

## Поширення
Вид широко поширений в Австралії у тропічних та помірних районах, у Новій Гвінеї та Новій Каледонії.

## Опис
Самиці можуть досягаюти у завдовжки близько 23 мм, самці близько 6 мм. Головогруди чорного забарвлення з білим малюнком на спині, і жовті знизу; черево сірого або коричневого кольору.

## Спосіб життя
Павутиння самиці може сягати одного метра у діаметрі. Розмноження проходить у лютому-травні. У коконі може бути до 380 яєць.